# Polytribax fusiformis
Polytribax fusiformis är en stekelart som först beskrevs av Tohru Uchida 1942.  Polytribax fusiformis ingår i släktet Polytribax och familjen brokparasitsteklar. Inga underarter finns listade i Catalogue of Life.